# Nomhon He
Nomhon He (kinesiska: 诺木洪河) är ett vattendrag i Kina. Det ligger i provinsen Qinghai, i den nordvästra delen av landet, omkring 470 kilometer väster om provinshuvudstaden Xining.
Genomsnittlig årsnederbörd är 134 millimeter. Den regnigaste månaden är juli, med i genomsnitt 34 mm nederbörd, och den torraste är januari, med 2 mm nederbörd.